# 馬克·卡爾森
馬克·卡爾森（英語：Mark Carlson，1969年7月11日—）是美國職業棒球大聯盟裁判。在2012賽季之前，他一直穿著48號球衣，後來他的球衣號碼改成了6號。卡爾森在2021年賽季升為組長。